# Сырабат
Сырабат (каз. Сырабат, до 2008 года — Ленинабад) — село в Жетысайском районе Туркестанской области Казахстана. Входит в состав сельского округа Шаблана Дильдабекова. Код КАТО — 514449700.

## Население
В 1999 году население села составляло 923 человека (460 мужчин и 463 женщины). По данным переписи 2009 года, в селе проживали 1193 человека (605 мужчин и 588 женщин).